# Увечье
Увечье — акт совершения случайного или целенаправленного телесного повреждения, который наносит ущерб внешнему виду или функциям живого организма, иногда также приводя к его смерти.
В некоторых этнических группах нанесение определённого рода увечий является ритуальной практикой: к ним относятся шрамирование, нанесение ожогов, бичевание, обрезание, нанесение на тело татуировок, колесование и прочее как, например, часть обряда инициации. 
Примерами увечий также являются практика бинтования ног у девочек, распространённая до сих пор у народа падаунг группы каренов практика надевания женщинам с детства колец на шею, в результате чего она вырастает неестественно длинной, кастрация и женское обрезание, до сих пор распространённое в некоторых странах Африки и осуждаемое в публичных докладах ООН и других международных организаций (тогда как мужское обрезание признаётся увечьем далеко не всегда). В некоторых случаях этот термин также может применяться к практике клеймения рабов в древности и практике уродования солдатами мёртвых тел и солдат противника на войне.

## Увечье как ритуальная практика
Нанесение касающихся исключительно внешнего вида тела увечий молодым людям у некоторых племён считалось необходимым для получения человеком статуса полноправного члена общества. Татуировки также имели полурелигиозное значение, поскольку могли означать принадлежность человека к определённому племени, классу общества или отображать его тотем.

### Кожа
Основной формой увечий кожи являлись ритуальные татуировки, значение которых в некоторых первобытных обществах было очень велико. Почти так же распространена была практика депиляции, то есть удаления волос с тела. Волосы удалялись либо с помощью бритвы (например, в Японии), либо с помощью специальных средств, либо вырыванием волос по отдельности среди самых диких народов. Депиляции могли подвергаться брови, лицо, голова и лобковая область. Некоторые африканские народы вырывали себе все волосы на теле, иногда, как в случае с народом бонго, — с помощью специальных клещей. Депиляция также была и остаётся до сих пор традиционной практикой на некоторых островах Южной Азии. Аборигены Андаманских островов и представители индейского народа ботокудо из Бразилии бреют тела с помощью заточенных костей и других примитивных инструментов.

### Лицо и голова
Ритуальные увечья лица и головы, как правило, ограничивались губами, ушами, носом и щеками. Губы у некоторых народов прокалывались или растягивались до крайней степени. У индейцев ботокудо принято вставлять диски из древесины в нижнюю губу. Увечья губ в прошлом были также распространены в Северной Америке, в среде индейцев на реке Маккензи реки и алеутов. В Африке же подобное часто практикуется и до сих пор, причём в первую очередь — среди женщин в целях «украшения». Женщины народа манганджа протыкают себе верхние губы и вставляют в получившееся отверстие небольшой металлический щит или кольцо. Женщины народа митту, напротив, протыкают нижнюю губу и в отверстие просовывают деревянный колышек. У других племён было принято вставлять в проколотые губы палочки из горного хрусталя, которые звенят во время разговора человека. У женщин Сенегала было принято увеличивать естественную толщину верхней губы, прокалывая её несколько раз, пока она не становилась постоянно воспалённой и опухшей. Уши, а в частности мочки, уродовались у разных народов довольно часто — например, упоминавшиеся индейцы ботокудо вставляют в них деревянные диски. Тем не менее, у некоторых народов изначально не было традиций вставлять в уши какие-либо украшения: к ним относятся жители Андаманских островов, неддахи, бушмены, огнеземельцы и некоторые племена Суматры. Увечья уха в самой преувеличенной форме практиковались ранее в Индокитае: у мои во Вьетнаме и пенангов в Камбодже, а также у даяков на Борнео; в определённой степени эта практика сохраняется и поныне. Они расширяли свои мочки путём введения в них деревянных дисков, а также металлических колец и различных тяжёлых предметов, пока мочки не вытягивались настолько, что иногда достигали плеч. В Африке и Азии серьги иногда весили почти половину фунта. Ливингстон сообщал, что у некоторых жителей Замбези отверстия в мочках достигали таких размеров, что через них можно было просунуть сжатую в кулак руку. Представители народу монбутту протягивали через ушные отверстия скрученные листья, кожу или сигареты. Папуасы, жители современного Вануату и большинство меланезийских народов вставляли в свои уши всевозможные вещи, на Новой Каледонии использовались куски труб. Многие расы уродовали отверстиями также и нос. Жители Новой Гвинеи прокалывали отверстие через носовую перегородку и протягивали через него куски костей или цветы; такое же увечье встречалось также среди жителей Новой Зеландии, Австралии, Новой Каледонии и других полинезийских мест. В Африке народы бага и бонго вешали металлические кольца и пряжки на свои носы, на Алеутских островах же было принято вешать шнуры, кусочки металла или янтаря. У женщин же было принято прокалывать боковые стороны носа и ноздри, в отверстия затем вставлялись кольца и драгоценные подвески (как у индийских и арабских женщин, у древних египтян и евреев) или перья, цветы, кораллы и так далее (например, в Полинезии), свисающие оттуда. Только одна сторона носа, как правило, имела отверстие, и оно не всегда имело целью только украшение. Он могло обозначать социальное положение, как у абадов в Африке, где незамужние девушки не имели права носить колец в носу. Мужчины народа кулу в Гималаях носили большие кольца в левой ноздре. Малайцы и полинезийцы иногда деформировали нос, расширяя его основание сжатием костей носа новорождённого.
Щёки увечились не так часто. Аборигены Алеутских и Курильских островов протыкали отверстия через щеки и помещали в них длинные волосы с морд тюленей. Гуарани в Южной Америке носили  перья на тот же манер.  В некоторых странах отверстия выжигали даже в верхней части головы или на коже за ушами детей, чтобы сохранить их от болезни; следы таких увечий можно обнаружить на некоторых черепах эпохи неолита, в то время как некоторые африканские племена с этой же целью резали и прокалывали шеи близко к уху. У многих народов издревле практиковалась деформация черепа. Геродот,Гиппократ  и Страбон упоминают такой обычай у народов Каспия и Крыма. Позже подобные практики были обнаружены среди китайских нищенствующих сект, некоторых племён Туркестана, японских отшельников, в Малайзии, на Суматре, Яве и других островах южных морей. После открытия Америки стали известны ещё три народа, которые практиковали искусство деформации черепа. В начале XX века этот обычай практиковался у канадских индейских народов хайда и чинуков, у некоторых племён Перу и в Амазонии (там подобное встречается и до сих пор), у курдов Турецкой Армении , некоторых малайских народов, жителей Соломоновых островов и Вануату. Причины для такого рода увечий являются неопределёнными. Вероятно, идея отличать себя от «низших рас» являлась преобладающей в большинстве случаев: например, индейцы-чинуки деформировали себе черепа, чтобы отделить себя от своих рабов. Или, возможно, причиной было желание сделать внешний вид своих воинов более свирепым.  Деформация черепа всегда делалась в младенчестве и часто — как у мальчиков, так и у девочек. Тем не менее, чаще её проводили всё же на мальчиках, а иногда и только принадлежащих к определённому классу общества, как, например, на Таити. Для деформации черепа применялись различные методы: лентами, бинтами, досками, компрессами из глины и мешками с песком, продолжительным давлением на ещё не сформированные кости черепа, чтобы придать им нужную форму. Ручные операции, возможно, также использовались.

### Тело
Увечья тела или конечностей путём ранений, отсечения или деформации, в ритуальных целях встречались реже, но у некоторых народов имели место. Некоторые народы (бушмены, кафры и готтентоты) отрезали себе фалангу пальца в знак траура, особенно по родителям. Тонганцы делали то же самое в надежде, что злые духи, которые приносят болезни в организм, будут «сбегаться» на рану: ввиду этого они нередко уродовали больных детей. Презрение к женской робости являлось первопричиной уникального обычая у африканского народа оромо (галла). Они ампутировали молочные железы мальчиков вскоре после рождения, считая, что тот мужчина, который ими обладает, не может быть храбрым воином. Мода на уродование формы ног с детства посредством бинтования ног (из-за чего ступни вырастали совсем маленькими и не способными к хождению) у китайских знатных женщин имела глубокие корни в культуре и была запрещена лишь в начале XX века.

### Зубы

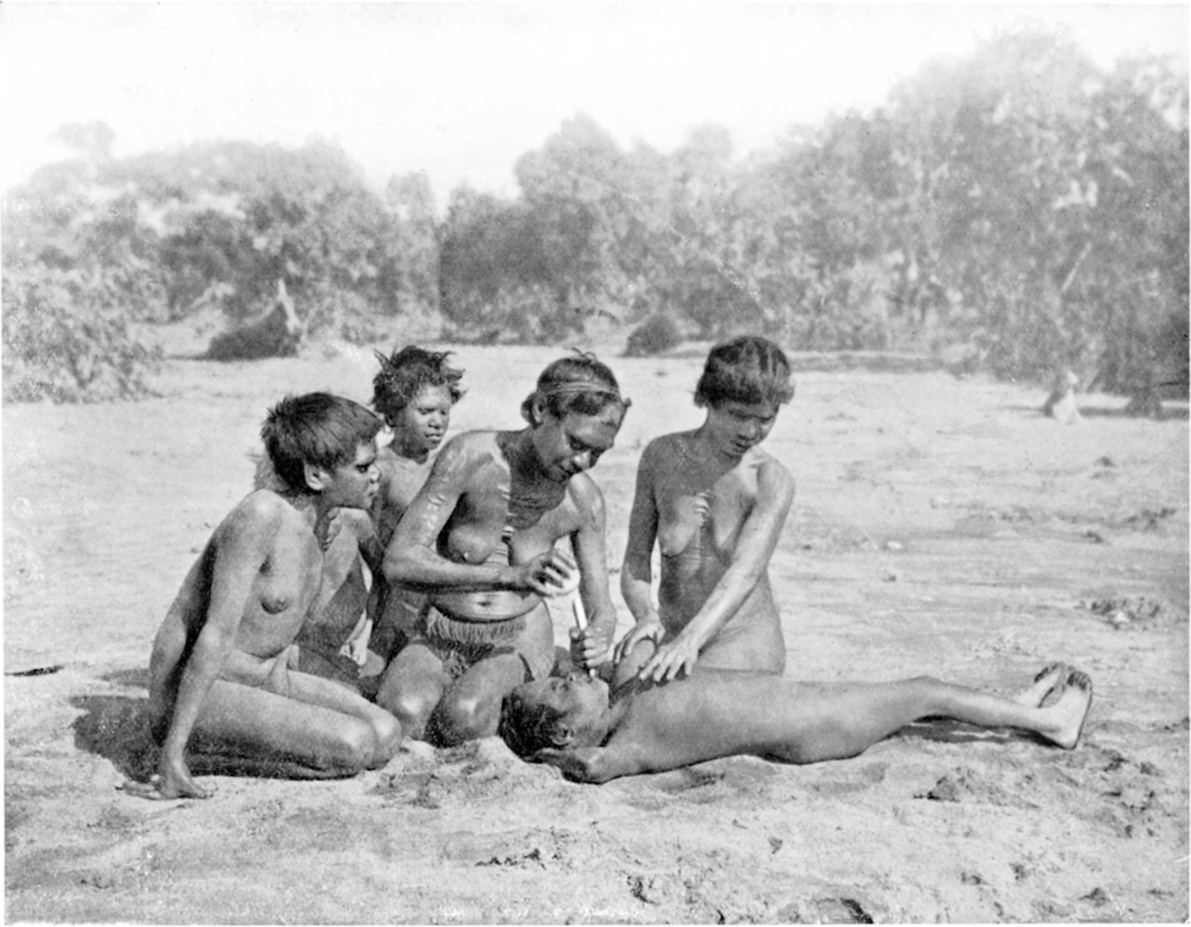
Ритуальное выбивание зуба у девочки-подростка. Племя катиш, Австралия, 1912

Увечья зубов являлись одними из самых распространённых и самых разнообразных. Они выражались в поломке, вырывании, подпиливании, вставлении или срезании коронок зубов. Почти всё разнообразие зубных калечащих операций встречалось ранее и отчасти до сих пор встречается в Африке. В племенах к северо-востоку от озера Ньянза практиковалось вырывание куском металла четырёх нижних резцов у детей обоих полов. Женщины некоторых племён в Сенегале уродовали верхние резцы таким образом, чтобы они выступали наружу за нижние губы. Многие из аборигенных племён Австралии вырывали зубы, а в период полового созревания у австралийских мальчиков было распространено выбивание зубов. Эскимосы у реки Маккензи подпиливали коронки верхних резцов, чтобы отличаться от собак. Некоторые малайские племена, зачерняли свои зубы — якобы потому, что собаки имеют белые зубы. Это желание быть отличными от животных, по-видимому, является главной причиной большинства зубных увечий. Другой причиной является желание членов одного племени отличаться от другого. По этой причине, в частности, некоторые папуасские племена намеренно  ломали зубы, чтобы не быть похожими на соседние племена, которые они презирали. Подобная практика в ряде регионов Новой Гвинеи была или даже остаётся традиционной. Кроме того, как и многие другие увечья, увечья зубов были связаны с испытаниями выносливости, способностями терпеть физическую боль, а также в обряд инициации и в испытания, связанные с периодом полового созревания. Представители народа стиенг (мои) во Вьетнаме и Китае ломали себе два верхних средних резца кремнем. Этот обряд всегда торжественно проводился в период полового созревания в сопровождении пиршества и молитвы за подростков, которые, таким образом, как полагали стиенги, будут защищены от болезней. Среди некоторых малайских народов подпиливание зубов происходило в ходе аналогичной церемонии в период полового созревания. На Яве, Суматре и Борнео резцы утончались и подрезались. Делались глубокие поперечные канавки с помощью пил, камней, бамбука или песка, и зуб подпиливался и становился острым. Даяки на Борнео делали небольшое отверстие в поперечной канавке и вставляли туда штифт из латуни, которые забивался в отверстие до кости, или инкрустировали зубы золотом и другими металлами. Древние мексиканцы, также инкрустировали зубы драгоценными камнями.

### Половые органы
Увечья половых органов имели более важное значение, чем любые другие. Они играли большую роль в человеческой истории и, если признавать увечьем мужское обрезание, играют её и до сих пор на территориях с мусульманским и иудейским населением. Их древность, несомненно, является весьма большой, и почти все проводились изначально с идеей посвящения в полноценную половую жизнь. Обрезание, известное с глубокой древности, было преобразовано в религиозный обряд. Инфибуляция, или крепление колец, застёжек, пряжек на половые органы, у женщин на половые губы, у мужчин на крайнюю плоть, представляла собой операцию по сохранению целомудрия, которая довольно часто практиковалась в древности. В Древнем Риме подобное также применялось; Страбон писал, что это имело распространение в Аравии и Египте и до сих пор (на момент жизни Страбона) оставалось традиционным для этих регионов.  Нибур сообщал, что это практикуется на обоих берегах Персидского залива и в Багдаде, но там часто заменялось операцией, заключавшейся в том, что большие половых губы сшивались вместе у девочек в возрасте четырёх или пяти лет. Кастрация практиковалась на Востоке (в мусульманском мире и Китае) у охранников гаремов и была также распространена до второй половины XIX века в Италии, пока не была запрещена папой Львом XIII , чтобы обеспечить  «сопранистов» для папского хора ; некоторые люди подвергались ей добровольно в связи с религиозными мотивами. Данная операция, однако, у других народов делалась с иными целями. Например, у некоторых народов в Африке кастрация использовалась в качестве средства уничтожения покоренных племён. У готтентотов и бушменов существовал любопытный обычай удаления одного яичка, когда мальчику было восемь или девять лет, — в надежде, что эта частичная кастрация поможет им быстрее бегать во время охоты. Самым страшным из подобных увечий была практика в некоторых австралийских племенах на мальчиках. Он состояла в прорезании и оставлении открытым внутренности по всей длине мочеиспускательного канала, что делало невозможным половой акт. По мнению некоторых чиновников, ненависть к белому человеку и страх рабства являлись причинами этого расового самоубийства. Среди даяков и жителей многих меланезийских островов было принято наносить любопытные татуировки на половые органы (например, каланг), что тоже можно отнести к увечьям.

## Увечье как наказание
Увечье, которое заключалось в потере части тела или невозможности использовать её, практиковалось в древности в обществах с различными культурными и религиозными традициями и было обычной формой физического наказания по принципу «око за око», — как метод наказания оно фигурирует в уголовном праве многих древних народов.  Дольше всего из подобных наказаний сохранялось клеймение преступников и отрезание не находящихся под одеждой частей тела — ушей и носов.

### В Англии

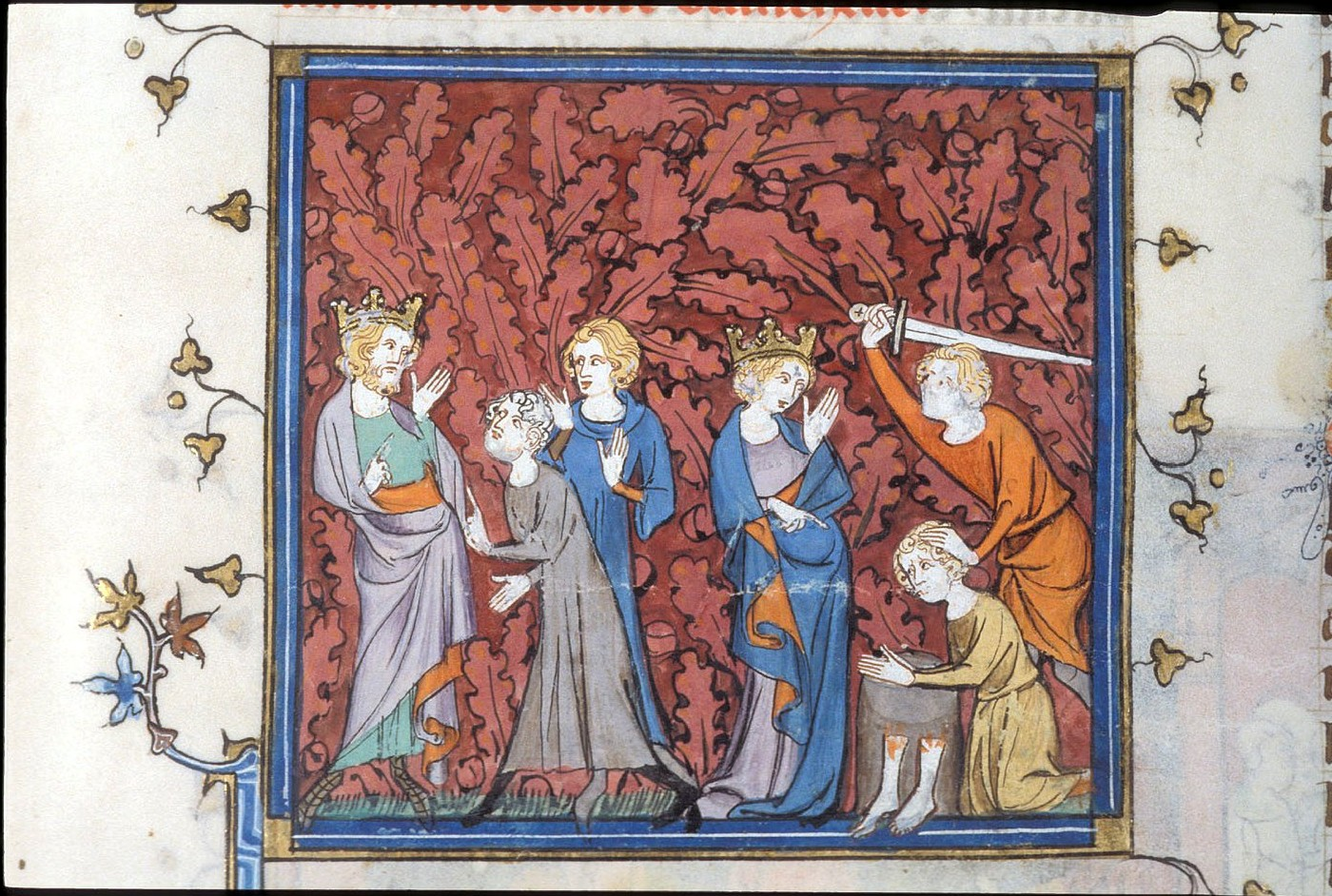

В раннем англо-саксонском праве нанесение различных видов увечий и отрезание тех или иных частей тела было  весьма распространено. «Люди с клеймами на лбу, без рук, ног или языков жили в качестве примера страшных последствий, которые наступят вследствие принятия участия в совершении мелких преступлений и как предупреждение всем грубиянам" (История Пайка о преступности в Англии, 1873). При этом существовало различные категории подобных действий, носивших даже различные названия и имевшие разный смысл. Нанесение увечья в качестве наказания за совершение преступления в виде лишения человека какой-либо части тела в старом английском праве называлось термином «mayhem».
Датчане были в этом отношении ещё более жестокими, чем саксы. По их законам за те или иные преступления выкалывали глаза, отрезали носы, уши и верхние губы, снимали скальпы, а иногда сдирали со всего тела кожу живьём. Самые ранние законы об охране «королевских лесов», о которой есть записи, принадлежат Кануту. При этом если если насилие в отношении хранителя «королевского леса» для охоты на оленей осуществлял свободный человек, он терял свободу и имущество, если крепостной, ему отрубали правую руку, а за повторное преступление полагалась смертная казнь. Того, кто убивал оленя из такого леса, либо ослепляли, либо казнили. При первых двух норманнских королях увечья были наказанием за браконьерство. Впоследствии это перестало быть закреплено в качестве наказания только за это преступление, что произошло уже во время правления Генриха I. История сохранила рассказ о фальшивомонетчиках, которые были доставлены в Винчестере, где им отрубили правые руки и кастрировали. При королях Западно-Саксонской династии отрубание руки был обычным наказанием для фальшивомонетчиков (Устаревшие наказаний Шропшир , С. Meeson Morris). Моррис цитирует дело, рассматривавшееся в царствование Иоанна в Салопе присяжных в 1203 году, где Алиса Критекреч и другие обвинялись в убийстве старухи в Лиллешеле. Признанная виновной, Критекреч была приговорена к смерти, но казнь была заменена ослеплением. В периоды правления династий Тюдоров и Стюартов  увечья были распространённой формой «внесудебного» наказания, проводившегося по приказу Тайного совета и Звёздной палаты. По некоторым сведениям, в Плейфордском зале, Ипсвич, в начале XX века ещё сохранялись инструменты времён Генриха VIII для отрезания ушей. Это наказание, скорее всего, предназначалось для не посещающих церковь. По акту Генриха VIII (33 ген. VIII. с. 12) наказанием за «удар в королевском дворе или доме» стала потеря правой руки. За написание трактата «The Monstrous Regiment of Women a Nonconformist divine» доктор Стаббс был лишён правой руки. Среди многих людей, спасённых от тяжёлых увечий во времена Стюартов, можно вспомнить Титуса Оутса. 
В Англии начала Нового времени отрезание ушей было очень распространённым наказанием за написание памфлетов, критиковавших официальную церковь: в частности, такому наказанию за своё сочинение подвергся Уильям Лод, архиепископ Кентерберийский, в 1630 году — Александр Лейтон, в 1637 году — пуритане Джон Баствик, Генри Бартон и Уильям Принн. В Шотландии один из представителей Ковенантского движения, Джеймс Гевин из Дугласа, Ланаркшир, был подвергнут этому же наказанию за отказ отречься от веры. Причём подобное не было исключительным для европейских стран — Гонсало Гарсия и его спутники подверглись этому наказанию в Японии по той же самой причине.
В британской Северной Америке отрезание ушей было распространённым наказанием за мелкие преступления, такие как кража свиней (хотя иногда ухо не отрезали, а лишь пригвождали за него к позорному столбу); такое же наказание существовало для фальшивомонетчиков, так как их деятельность подпадала под закон об оскорблении величества. В ранний период США подобное наказание ещё сохранялось — например, в 1793 году судья Джон МакНейри приговорил Нешвилльского конокрада Джона МакКейна к 39 ударам плетью, отрезанию ушей и выжиганию на его щеках клеймом букв H и T.

### В других странах
Подобные наказания были распространены и в других странах. Например, в России отрезание носа (или вырывание ноздрей), ушей и вырывание языков (в последнем случае жертва не всегда выживала, поскольку был риск погибнуть от удушья) были широко распространены вплоть до рубежа XVIII-XIX веков. В мусульманских странах, живущих по законам шариата, за воровство до сих пор полагается отрубание кисти правой руки. 
В Китае, Японии и других странах Восточной Азии на протяжении большей части их истории также имело место применение подобных наказаний в самых разнообразных (пожалуй, наиболее жестоких по сравнению с прочими цивилизациями) формах. В Китае более всего распространены были отрезания носа и ступней.

### В XIX веке

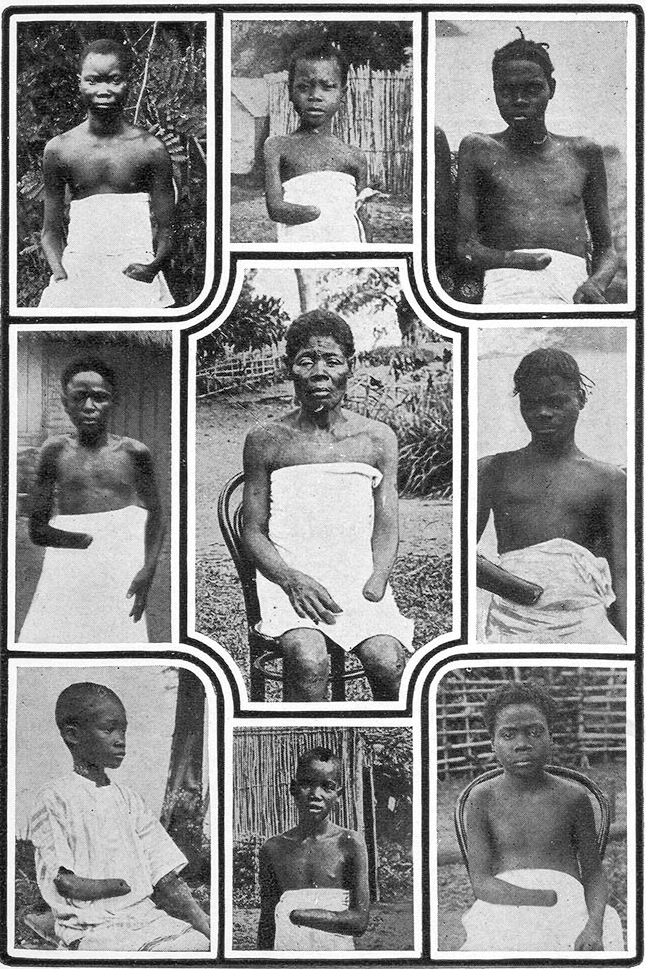
Фотография детей с отрубленными руками в Конго.

В странах Европы, России и США подобные наказания исчезли на рубеже XVIII и XIX веков; в эпоху массовой колонизации стран Азии, Африки и Океании они, как правило, тоже не применялись. Тем не менее, бельгийцами в так называемом «Свободном государстве Конго», созданном ими в 1876 году как личное владение короля Леопольда II и существовавшем в таком виде до 1908 года, была широко распространена практика отрубания кистей рук тем местным жителям, работавшим на каучуковых плантациях, которые, по мнению колонизаторов, не справлялись с нормой. Чаще всего это наказание применялось к детям. Подобные зверства вызвали широкий международный резонанс и в итоге стали одной из главных причин превращения Конго в обычную бельгийскую колонию.

### «Политические увечья»
В истории также известны примеры нанесения телесных увечий в политических целях. Одним из самых известных примеров подобного является ослепление (реже нанесение других увечий — кастрация, отрезание или раздирание носа), широко практиковавшееся в Византийской империи на протяжении практически всего периода её существования. По существовавшим представлениям император по своей безупречности должен был быть почти равен Богу, поэтому любое увечье, особенно на лице, не позволяло человеку взойти или вернуться на императорский трон. Ослепление было самым распространённым по причине того, что незрячий император не мог полноценно командовать армией в бою, что было важной частью контроля над империей. Ещё одним совершаемым с такой же целью увечьем была кастрация, поскольку в Византии евнух считался лишь «наполовину живым» и не мог быть императором по причине неспособности к деторождению. Тем не менее, известны примеры, когда изуродованные претенденты на престол впоследствии всё равно восходили или возвращались на него.
«Политические увечья», совершаемые по той же самой причине, существовали и в императорской Эфиопии — наиболее известным примером является история претендента на трон негуса Небана Ионнаса, которого конкуренты захватили в плен и отрезали ему уши и нос, после чего освободили. Но взойти на престол он уже не мог, поскольку негус, как и византийский император, должен был внешне представлять собой совершенство.